# Noon Satellite
Noon Satellite (arabisch نون الفضائية, DMG Nūn al-Faḍāʾiyya) ist ein im Jahr 2013 gegründeter arabischsprachiger, jordanischer Fernsehsender. Sein Programm ist speziell auf eine kindliche und familiäre Zielgruppe ausgerichtet.

## Geschichte und Programm
Gegründet wurde Noon Satellite im Jahr 2013 durch den gleichzeitigen Geschäftsführer Hani Mesbah. Die Probeausstrahlung begann am 12. Januar 2013. Das Programm umfasst vor allem Zeichentrickfilme, Wettbewerb-Shows und Lieder. Weiter ist der Sender mit einem eigenen Kanal auf YouTube vertreten, der 2,2 Millionen Abonnenten und insgesamt rund 1,8 Milliarden Videoaufrufe hat (Stand 28. August 2023).
Ende 2013 gelang es Noon Satellite das berühmte Geschwisterpaar Dima Bashar und Muhammad Bashar, zwei der öffentlichen Gesichter des Konkurrenzsenders Toyor al-Janah, abzuwerben.
Gemessen an der Häufigkeit von Beiträgen auf Sozialen Medien scheint Noon Satellite jedoch mit Schwierigkeiten zu kämpfen, so wurde etwa der letzte Post auf Instagram im August 2021 abgesetzt. Auch bei YouTube ist die Zahl neuer Beiträge stark zurückgegangen.